# Karrooprinia
Karrooprinia (Prinia maculosa) är en fågel i familjen cistikolor inom ordningen tättingar. Den förekommer i södra Afrika. Fågeln minskar i antal, men beståndet anses vara livskraftigt.

## Utseende och läte
Karrooprinian är en aktiv sångare med en lång och avsmalnad stjärt som ibland hålls rest. Ovansidan är mattbrun, undersidan ljus med tydliga streck och fläckar som ofta sträcker sig till både strupe och buk. Arten liknar drakensbergprinian, men denna är varmare brun ovan och gulare under samt har finare streckning som mestadels är begränsad till bröstet. Den typiska sången är ett ihåligt pipande "kli" som upprepas fyra till 15 gånger, med gnissliga och sträva toner emellan.

## Utbredning och systematik
Karrooprinian förekommer i södra Afrika. Den delas in i tre underarter med följande utbredning:
- Prinia maculosa maculosa – södra Namibia och västra Sydafrika (öster till södra Fristatsprovinsen och Östra Kapprovinsen)
- Prinia maculosa psammophila – sydvästra Namibia och nordvästra Sydafrika (västra Norra Kapprovinsen)
- Prinia maculosa exultans – östra Sydafrika (Östra Kapprovinsen och västra KwaZulu-Natal) samt Lesotho

### Familjetillhörighet
Cistikolorna behandlades tidigare som en del av den stora familjen sångare (Sylviidae). Genetiska studier har dock visat att sångarna inte är varandras närmaste släktingar. Istället är de en del av en klad som även omfattar timalior, lärkor, bulbyler, stjärtmesar och svalor. Idag delas därför Sylviidae upp i ett antal familjer, däribland Cisticolidae.

## Levnadssätt
Karrooprinian hittas i fynbos, strandveld, karroobuskmarker och trädgårdar. Den ses par, aktivt födosökande efter insekter i lövverket, ibland hoppande på marken.

## Status och hot
Arten har ett stort utbredningsområde, men tros minska i antal, dock inte tillräckligt kraftigt för att den ska betraktas som hotad. Internationella naturvårdsunionen IUCN listar arten som livskraftig (LC).

## Namn
Karroo (eller karoo) är ett stäpp- och halvökenområde i södra och västra Sydafrika. Prinia kommer av Prinya, det javanesiska namnet för bandvingad prinia (Prinia familiaris).

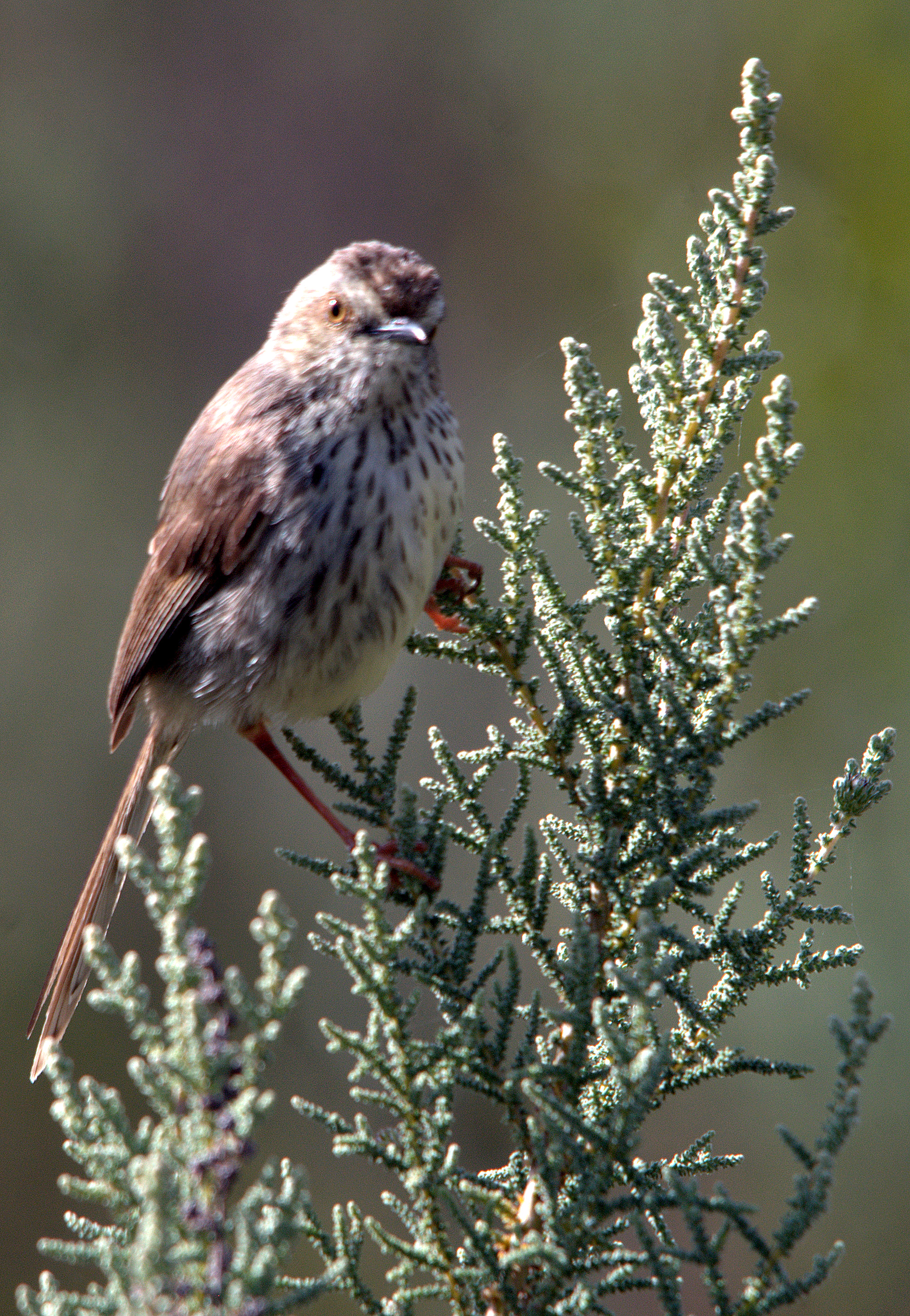
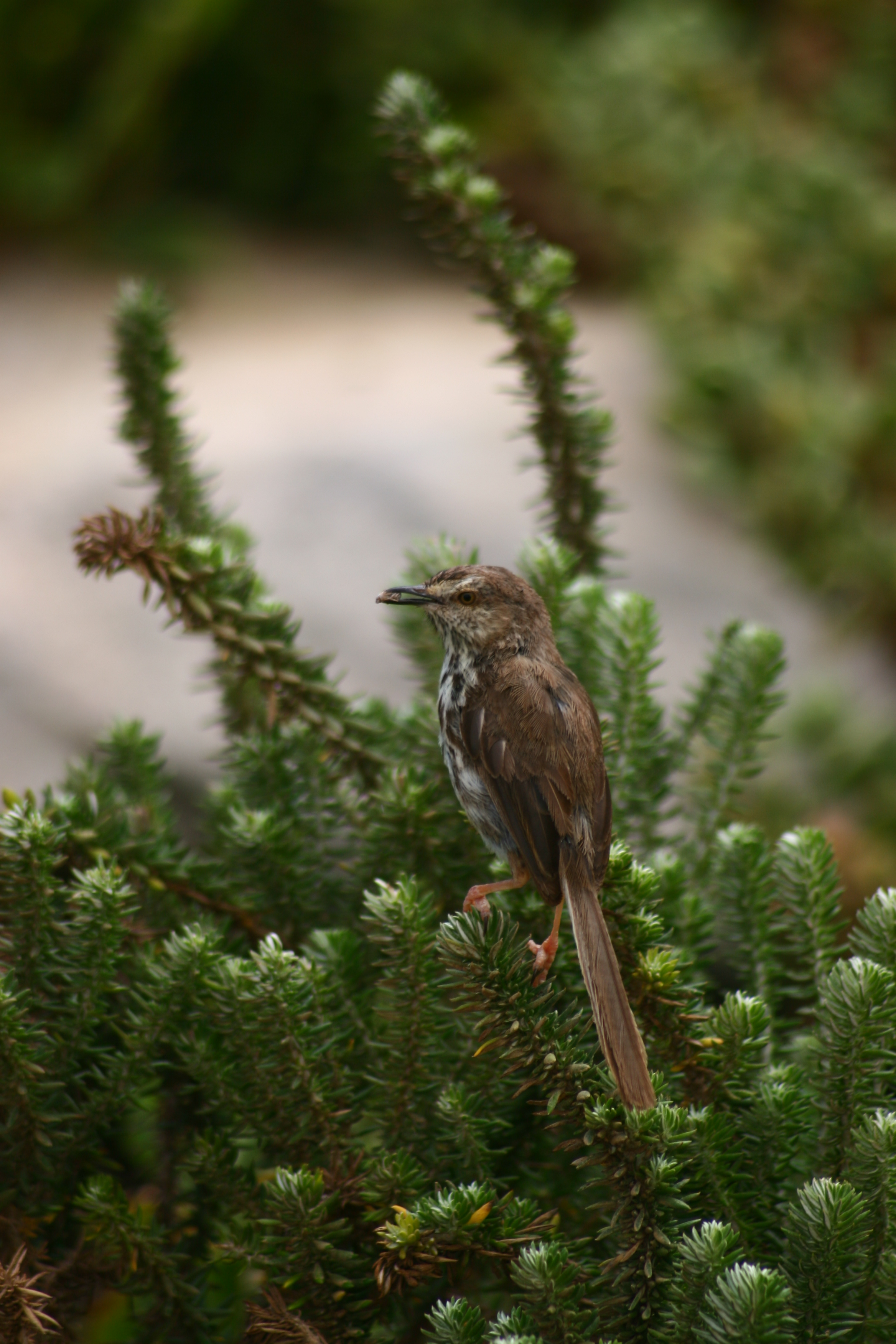
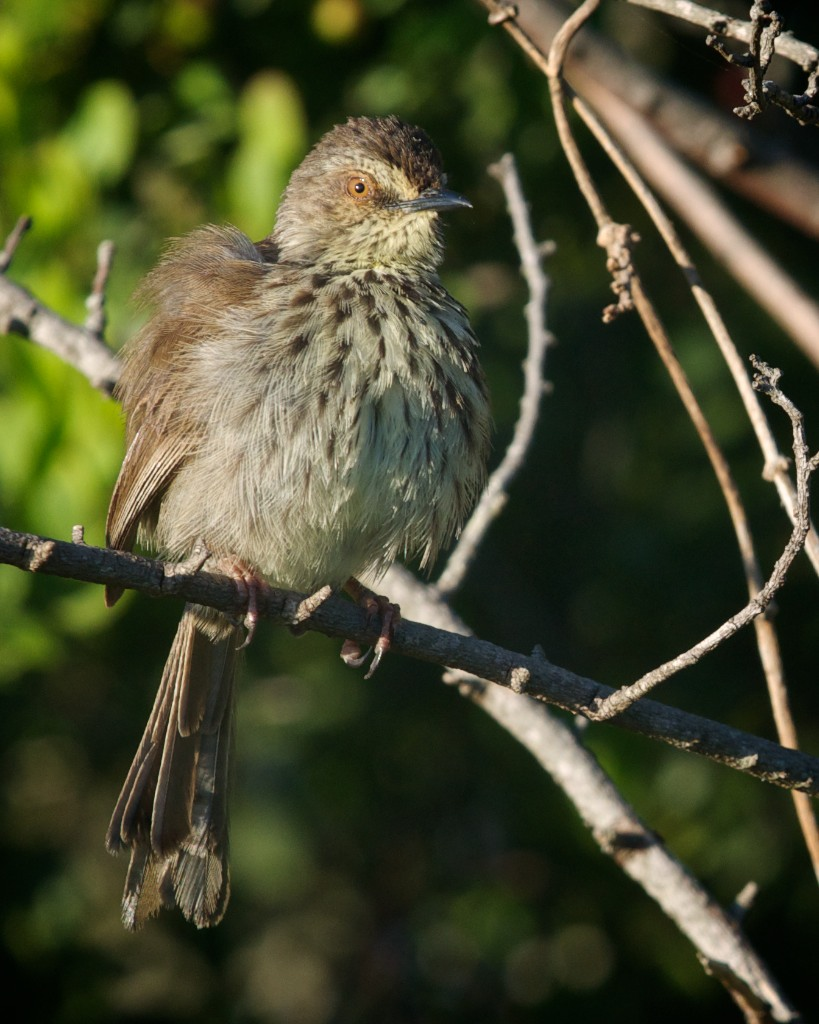